# 歌德大街

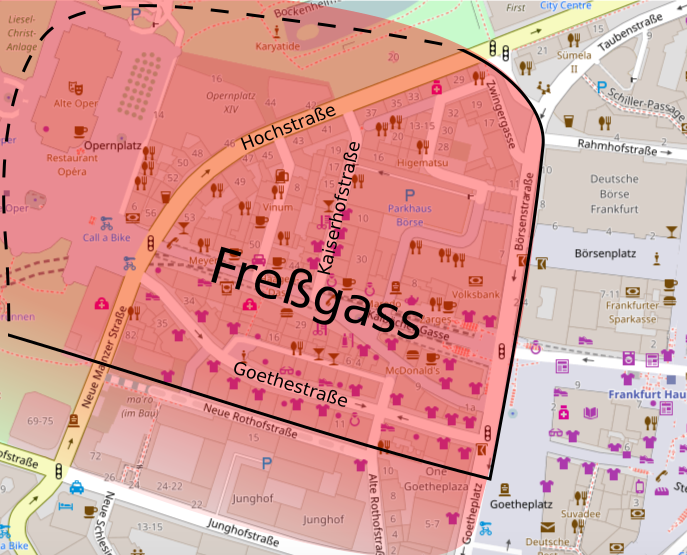

歌德大街（Goethestraße）是德国法兰克福内城区西部（歌剧院区）的一条豪华购物街，位于银行区内。它西到歌剧院广场，东到交易所街（Börsenstraße）和歌德广场（Goetheplatz），与饕餮胡同（Freßgass）平行。这条街是德国第三繁忙的高档购物街。
这条街开辟于1892-1894年，以歌德命名。

## 交通
法兰克福地铁在歌德大街设有两个车站：东端的卫戍大本营站，以及西端的舊歌劇院站。